# در باب ابرنواختر
در باب ابرنواختر صورت فلکی مارافسای (دربارهٔ ستاره ای جدید که در صورت فلکی مارافسای دیده شد)، معروف به در باب ابرنواختر کتابی است که توسط یوهانس کپلر بین سالهای ۱۶۰۵ تا ۱۶۰۶، یعنی هنگام انتشار کتاب در پراگ، نوشته شده‌است.
کپلر این کتاب را به دنبال ظهور ابرنواختر SN 1604 که به آن سوپرنوای کپلر نیز میگویند، نوشته‌است. این ستاره در صورت فلکی مارافسای، یونانی (Ὀφιοῦχος Ophioukhos) با ترجمه تحت‌اللفظی «حامل مار» ظاهر شد که در لاتین با نام «سرپنتائوریس» Serpentarius نیز شناخته می‌شود.
ابرنواختر SN 1604 تقریباً به مدت یک سال از اکتبر ۱۶۰۴ تا اکتبر ۱۶۰۵ قابل مشاهده بود. شرایط مشاهده خصوصاً زمانی که برای اولین بار مشاهده شد بسیار خوب بود. یک مقارنه میان مشتری و مریخ اتفاقاً در نزدیکی مکانی که ابرنواختر پدیدار شده‌است در حال وقوع بود، به این معنی که منجمان تصادفاً به سمت آن نگاه می‌کردند. در نتیجه بسیاری از ناظران آن را مشاهده کردند، اما مشاهدات کپلر بسیار دقیق بود. دقتی که وی نه تنها برای ثبت مشاهدات خود بلکه برای جمع‌آوری مشاهدات دیگر ستاره شناسان به وجود آورد، استلا نوا را به ثبت بسیار مهمی هم در مورد ابرنواختر و هم در نجوم اوایل قرن هفدهم تبدیل کرد.

## موقعیت
به محض ظهور «ستاره جدید»، کپلر شروع به ثبت مشاهدات خود کرد، فاصله زاویه ای آن از ستاره‌های شناخته شده مانند σ Sagittarii، η Ophiuchi، α Ophiuchi، ζ Ophiuchi، α Aquilae و α Scorpii را اندازه‌گیری کرد. با یک خطای معمولی کمتر از یک دقیقه قوس، قابل توجه برای مشاهدات انجام شده با چشم غیر مسلح بود، کپلر ثابت کرد که هیچ این ستاره جدید حرکت قابل توجهی ندارد. انحراف کم ابرنواختر نسبت به عرض جغرافیایی که کپلر از (پراگ، حدود ۵۰ درجه شمالی) مشاهده می‌کرد، به احتمال زیاد ناشی از انکسار جو بوده‌است، و بیشتر اشتباهات کپلر را توضیح می‌دهد. با این حال این حدس به دشواری ثابت می‌شود، زیرا کپلر در کتابش هیچ نشانی از زمان یا شرایط جوی مشاهدات خود نداده‌است. کپلر همچنین از اندازه‌گیری‌های انجام شده توسط دیوید فابریسیوس در اوستیل، که با اندازه‌گیری‌های او موافقت کرده‌است، یاد می‌کند. (آنها به قدری دقیق بودند که در سال ۱۹۴۳ به والتر Baade اجازه دادند تا بقایای ابرنواختر، SNR G4.5 + 6.8 را پیدا کند).
اندازه‌گیری‌های کپلر به او اجازه می‌داد اطمینان حاصل کند که «ستاره جدید» اختلاف منظری نشان نمی‌دهد؛ بنابراین، همان‌طور که ابرنواختر ۳۲ سال قبل (SN 1572) توسط تیکو براهه مشاهده شد، آموزه ارسطویی مبنی بر ثابت بودن ستاره‌های دور در آسمان ، باید نادرست باشد.

## انحنای نور
کپلر همچنین به اندازه‌گیری‌های خود دربارهٔ میزان روشنایی این جسم اشاره کرد و آن را با مشتری، زهره، مریخ و چندین ستاره نزدیک مقایسه کرد. این موارد به اندازه کافی دقیق بودند و در طول یک سال تمدید شدند و اجازه دادند منحنی نور ابرنواختر بازسازی شود.